# Abelmoschus caillei
Abelmoschus caillei (Quiabo africano) é uma planta da família da malva (Malvaceae), com ocorrências na África Central e Ocidental, onde é usado como hortaliça. Ele foi originado como um híbrido alopoliplóide de Abelmoschus esculentus e Abelmoschus manihot. O mesmo híbrido foi produzido experimentalmente no Japão, onde é conhecido como Abelmoschus glutino-textile.